# دكتور ماريو ورلد
دكتور ماريو ورلد (بالإنجليزية: Dr. Mario World)‏ هي لعبة محمولة مطابقة البلاط تم تطويرها ونشرها بواسطة نينتندو بالتعاون مع لاين وإن إتش إن إنترتينمنت. تم إصداره لمنصات أندرويد وآي أو إس في 10 يوليو 2019.

## فرضية
تتعرض مملكة الفطر للغزو من قبل حشد من الفيروسات من مختلف الألوان. لإنقاذ المملكة، يجب على ماريو والأميرة بيتش وباوزر ارتداء المعاطف المختبرية والتغلب على الفيروسات عن طريق تدميرها بكبسولات من نفس لون الفيروسات. على طول الطريق، انضم إليهم شخصيات أخرى من سلسلة ماريو - بما في ذلك لويجي، يوشي، تود، توديت، باوزر جونيور، لودفيج فون كووبا، ويندي أو.كوبا، والويجي، واريو، الأميرة ديزي، بيبي ماريو، بيبي لويجي، بيبي بيتش، بيبي ديزي، روزالينا، لوما، دونكي كونغ، ديدي كونغ، بيبي روزالينا، كاميك، دراي باوزر، لاري كوبا، روي كوبا، نابيت، برج جومبا، لاكيتو، كوبا تروبا، دولفين، بيبي واريو، 8 بت الدكتور ماريو، وليمي كوبا - حيث يكملون الألغاز التي تغطي عوالم متعددة في جميع أنحاء المملكة.

## أسلوب اللعب
في دكتور ماريو ورلد، وعلى غرار ألعاب دكتور ماريو السابقة، يزيل اللاعب الفيروسات من الشاشة عن طريق مطابقة ألوانها مع لون كبسولة حبوب منع الحمل. يقوم اللاعب بتوجيه كبسولة حبة واحدة ضد مجموعة من الفيروسات والعوائق. عندما تبدأ الحبة في الانجراف لأعلى، يمكن للاعب تدوير الحبة وتحريكها أفقيًا بحيث، عند الاستقرار، سيتطابق لون الحبة مع ما لا يقل عن فيروسين ملونين متماثلين في اتجاه رأسي أو أفقي. يكتمل المستوى عند إزالة جميع الفيروسات.
يمكن للاعب أن يطفو عدة حبات في وقت واحد وحتى يسحب الحبوب عبر عقبات في مواضع محددة طالما أن الحبة مناسبة. تضيف المستويات اللاحقة عناصر إضافية، مثل الفيروسات المحمية والكتل القابلة للتدمير لتعقيد عملية إزالة الفيروسات. تحتوي المستويات الأخرى على متطلبات إضافية لإكمالها، مثل استخراج العملات المعدنية المخفية من الكتل.
عند ملء «عداد المهارة»، يمكن للاعب تنشيط قدرة خاصة مرة أو مرتين في كل مستوى. قدرات خاصة مختلفة مرتبطة بشخصيات اللعبة القابلة للعب. على سبيل المثال، يمكن للدكتور ماريو إزالة الصف السفلي بالكامل من شاشة اللعبة، ويقوم دكتور يوشي بإزالة ثلاثة عناصر على الشاشة بشكل عشوائي، ويمكن للدكتورة بيتش إزالة عمود كامل. يمكن للاعب أيضًا شراء شكا من السلطة من خلال المعاملات الدقيقة بالمال الحقيقي لملء عداد المهارة على الفور. في وقت الإطلاق، تتوفر عشرة شخصيات قابلة للعب، مع الدكتور ماريو باعتباره الشخصية الافتراضية. بعد الانتهاء من المراحل الخمس الأولى، قد يختار اللاعب الاستمرار في استخدام ماريو، أو قد يختار التبديل إلى بيتش أو دكتور باوزر. يتم منح اللاعبين أيضًا خيار تجنيد «مساعدين» يوفرون للاعب مزايا أثناء اللعب؛ على سبيل المثال، يمنح اللاعب فرصة 10٪ لكسب 3 ثوانٍ إضافية في المراحل المحددة بوقت، ويمنح كوبا تروبا 50 نقطة إضافية لكل كبسولة متبقية في نهاية المرحلة. يتم الحصول على أطباء ومساعدين إضافيين بشكل عشوائي باستخدام إما العملات المعدنية المتراكمة أثناء اللعب أو الماس الذي يتم شراؤه بعملة حقيقية.
على غرار ألعاب المطابقة الثلاثية الأخرى للجوال، مثل كاندي كراش، يتم تحقيق الدخل من اللعبة من خلال أجهزة ضبط الوقت والعملات والعناصر الرقمية القابلة للشراء. على سبيل المثال، يستخدم اللاعب «القلوب» للعب مستوى، والذي يتجدد بمرور الوقت. يمكن للاعب استخدام العملات المعدنية والماس لشراء شخصيات / قدرات جديدة وشكا من القوة وكبسولات حبوب إضافية. يتلقى اللاعب عملات معدنية لإكمال الأنشطة اليومية. يتم شراء حزم الماس مقابل أموال حقيقية من خلال متجر التطبيقات.
تحتوي اللعبة على حملة بسيطة للاعب واحد ووضع متعدد اللاعبين «مقابل». يتطلب دكتور ماريو وورلد اتصالاً ثابتًا بالإنترنت.

## التطوير
تم إصدار اللعبة لمنصات أندرويد وآي أو إس المحمولة في 59 منطقة في 9 يوليو 2019.

## التقييم
| التقييم                                     |        |
| ------------------------------------------- | ------ |
| مجموع النقاط المجموع نقاط ميتاكريتيك 58/100 |        |
| مجموع النقاط                                |        |
| المجموع                                     | نقاط   |
| ميتاكريتيك                                  | 58/100 |

تلقت اللعبة «تقييمات مختلطة أو متوسطة»، وفقًا لمجمع المراجعة ميتاكريتيك. أبلغت شركة بوليغون عن عدم شعورها بأنها مجبرة على إنفاق أموال حقيقية من خلال آليات تحقيق الدخل في اللعبة.
خلال الأيام الثلاثة الأولى من إطلاق اللعبة، حصلت لعبة دكتور ماريو وورلد على أكثر من مليوني عملية تنزيل وإنفاق 100000 دولار أمريكي.[هل المصدر موثوق به؟]